# Ночь Гая Фокса

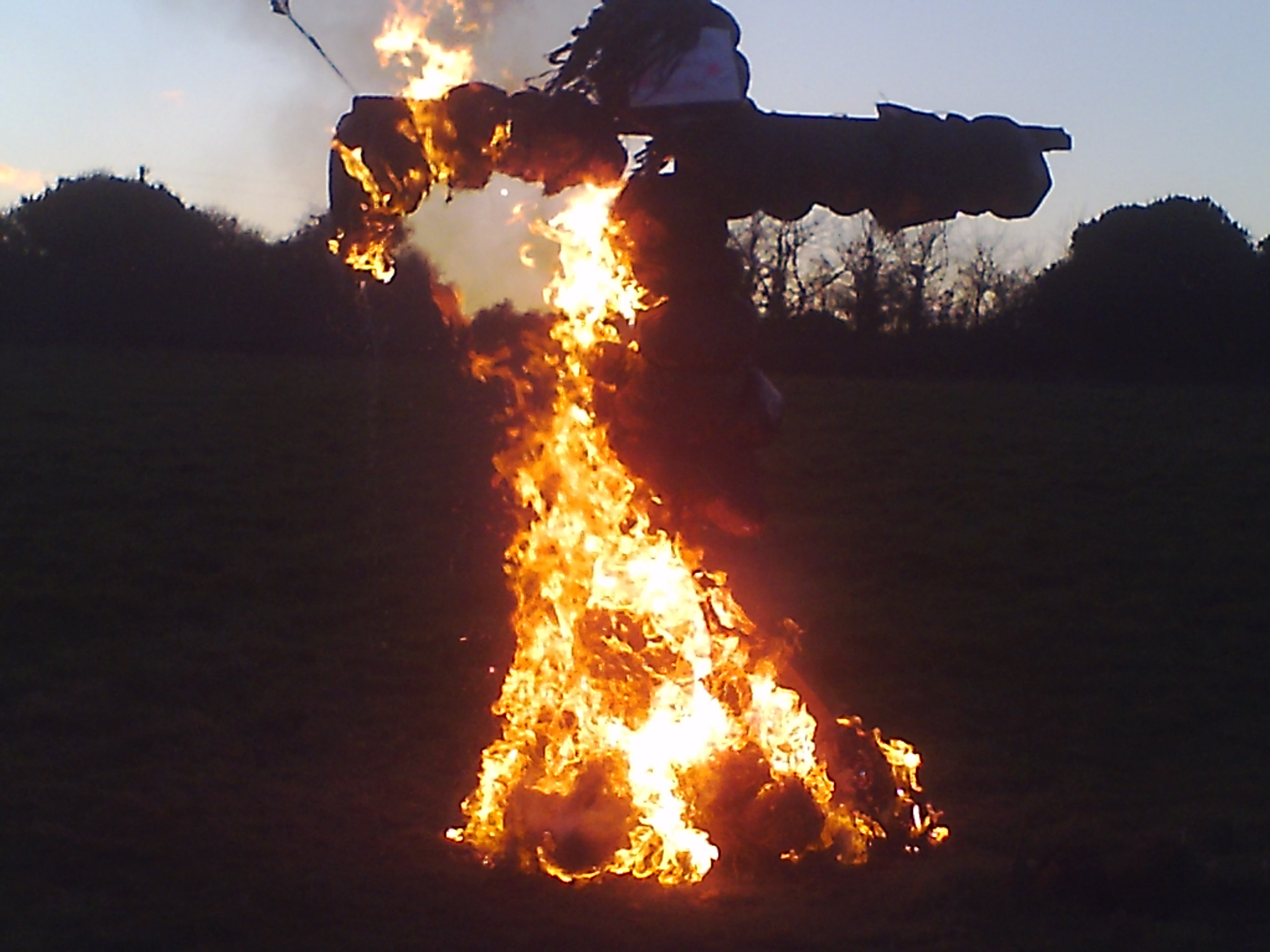
Сожжение чучела Гая Фокса

Ночь Гая Фокса (англ. Guy Fawkes' Night), также известная как Ночь костров (англ. Bonfire Night) и Ночь фейерверков (англ. Fireworks Night) — традиционное для Великобритании ежегодное празднование (но не государственный праздник) в ночь на 5 ноября.

## Исторический контекст
В эту ночь, пятую после Хэллоуина, отмечается провал Порохового заговора, когда группа католиков-заговорщиков попыталась взорвать Парламент Великобритании в Лондоне в ночь на 5 ноября 1605 года, во время тронной речи протестантского короля Якова I, когда, кроме него, в здании Палаты лордов присутствовали бы члены обеих палат парламента и верховные представители судебной власти страны.
Гай Фокс пытался поджечь в подвале Вестминстерского дворца бочки с порохом. Один из соучастников предупредил королевского лорда Уильяма Паркера, 4-го барона Монтигла о намечавшемся взрыве и сказал, чтобы тот не приходил на следующий день в здание дворца. Он решил спасти не только свою жизнь, но и королевские жизни. Он предупредил короля, и на следующий день Гай был арестован и отвезён в Тауэр.

## Традиции

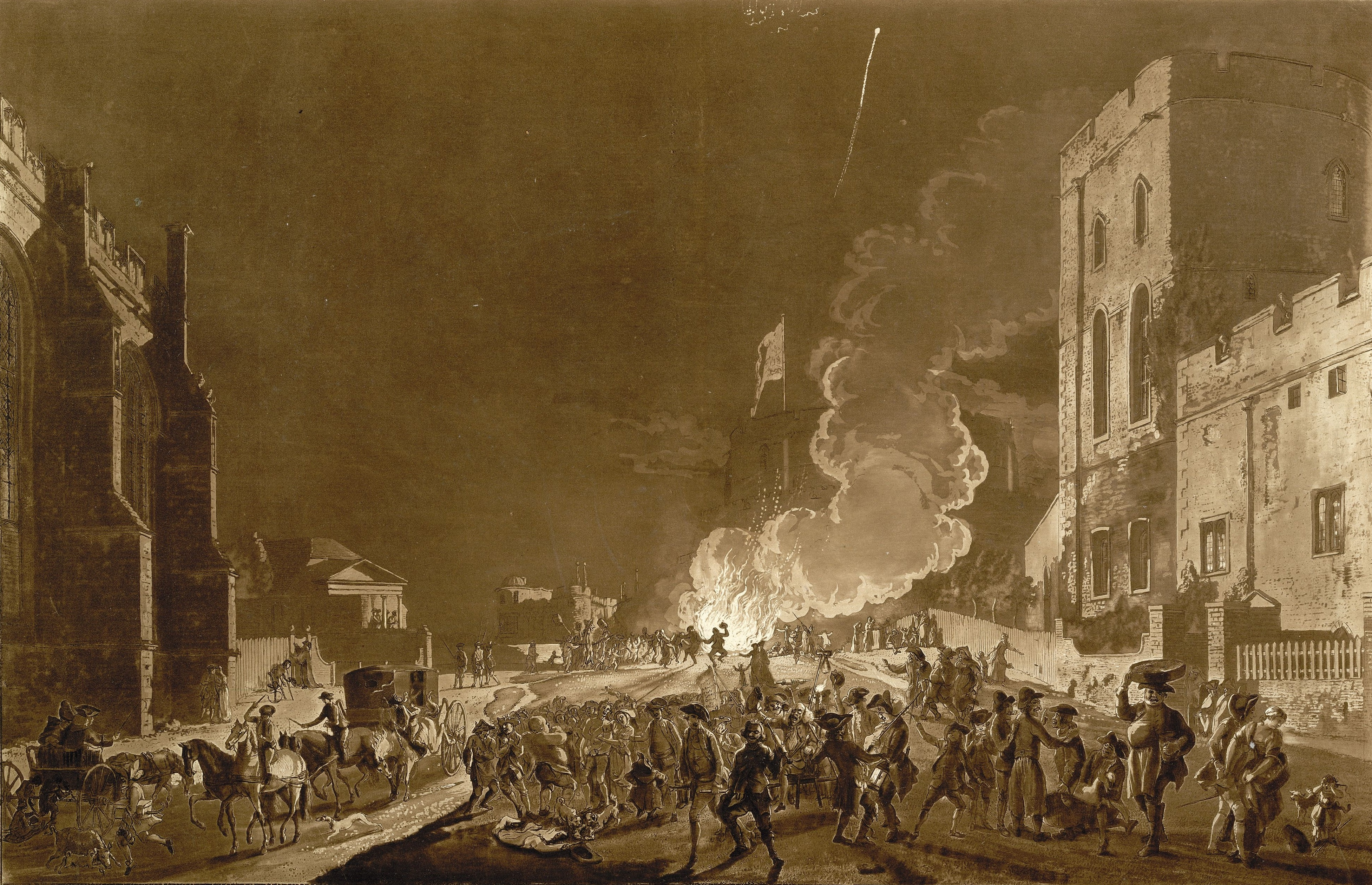
Ночь фейерверков у стен Виндзорского замка, 1776 год

В Великобритании в Ночь Гая Фокса зажигают фейерверки и костры, на которых сжигают чучело Гая Фокса. А накануне дети выпрашивают монетки «для отличного парня Гая», чтобы накупить петард.
Помимо Британии, Ночь Гая Фокса отмечается и в некоторых бывших её колониях — в Новой Зеландии, Южной Африке, провинции Ньюфаундленд и Лабрадор (Канада), части Британских Карибских островов и Австралии.

## В искусстве
С ночью Гая Фокса связан сюжет комикса «V — значит вендетта», а также его экранизация.
Кроме того, на этот праздник приходятся события 1 эпизода 3 сезона британского сериала «Шерлок» и 8 эпизода 5 сезона сериала «Корона»